# Sidi Ali Labrahla
Sidi Ali Labrahla  (in arabo سيدي علي لبراحلة‎?) è un centro abitato e comune rurale del Marocco situato nella provincia di Rehamna, regione di Marrakech-Safi. Conta una popolazione di 6 618 abitanti (censimento 2014).